# Roccapiemonte
Roccapiemonte – miejscowość i gmina we Włoszech, w regionie Kampania, w prowincji Salerno.
Według danych na rok 2004 gminę zamieszkiwało 9081 osób, 1816,2 os./km².